# Musab Eisa
Musab Ahmed Alshareif Eisa (10 dicembre 1993) è un calciatore sudanese, attaccante dell'El Hilal El Obeid e della nazionale sudanese.

## Carriera

### Club
Gioca nella prima divisione sudanese nell'El Hilal El Obeid; in carriera ha giocato 2 partite nella Coppa della Confederazione CAF.

### Nazionale
Debutta con la nazionale sudanese il 2 gennaio 2022 in occasione dell'amichevole pareggiata 0-0 contro lo Zimbabwe.
Nel gennaio 2022 viene incluso nella lista finale dei convocati della Coppa d'Africa 2021. Ha fatto il suo esordio nella manifestazione il 15 gennaio 2022 nella partita persa per 3-1 contro la Nigeria.

## Statistiche
Statistiche aggiornate al 15 gennaio 2022.

### Cronologia presenze e reti in nazionale
| Cronologia completa delle presenze e delle reti in nazionale ― Sudan | Cronologia completa delle presenze e delle reti in nazionale ― Sudan | Cronologia completa delle presenze e delle reti in nazionale ― Sudan | Cronologia completa delle presenze e delle reti in nazionale ― Sudan | Cronologia completa delle presenze e delle reti in nazionale ― Sudan | Cronologia completa delle presenze e delle reti in nazionale ― Sudan | Cronologia completa delle presenze e delle reti in nazionale ― Sudan | Cronologia completa delle presenze e delle reti in nazionale ― Sudan |
| Data                                                                 | Città                                                                | In casa                                                              | Risultato                                                            | Ospiti                                                               | Competizione                                                         | Reti                                                                 | Note                                                                 |
| -------------------------------------------------------------------- | -------------------------------------------------------------------- | -------------------------------------------------------------------- | -------------------------------------------------------------------- | -------------------------------------------------------------------- | -------------------------------------------------------------------- | -------------------------------------------------------------------- | -------------------------------------------------------------------- |
| 2-1-2022                                                             | Harare                                                               | Zimbabwe                                                             | 0 – 0                                                                | Sudan                                                                | Amichevole                                                           | -                                                                    | 68’                                                                  |
| 15-1-2022                                                            | Garoua                                                               | Nigeria                                                              | 3 – 1                                                                | Sudan                                                                | Coppa d'Africa 2021 - 1º turno                                       | -                                                                    | 46’                                                                  |
| Totale                                                               |                                                                      | Presenze                                                             | 2                                                                    |                                                                      | Reti                                                                 | 0                                                                    |                                                                      |